# Planta termogénica
Planta termogénica é a designação dada em fisiologia vegetal às plantas que são capazes de elevar a temperatura dos seus tecidos acima da temperatura do ar ambiente através de processos fisiológicos de termogénese (geração de calor). O calor é gerado nas mitocôndrias como um processo secundário de respiração celular que, apesar de ainda mal entendido, envolve a acção de oxidase alternativa e proteínas de desacoplamento similares às encontradas nos tecidos dos mamíferos.